# Каплиця Палестинського товариства (Таганрог)
Каплиця палестинського товариства (рос. Часовня палестинского общества) — колишня православна каплиця в Таганрозі з представництвом Імператорського православного палестинського товариства.
Адреса: Росія, Ростовська обл., місто Таганрог, на місці будинку 39 на Комсомольському бульварі.

## Історія
Імператорське православне палестинське товариство було засноване в 1882 році. Його завданнями були сприяння православному паломництву на Святу землю, наукове палестинознавство, сходознавство і гуманітарне співробітництво з народами Близького Сходу.
Представництво Імператорського православного палестинського товариства було засновано в Таганрозі в 1882 році. На чолі представництва значився генерал-майор від адміралтейства, брат композитора Чайковського — Чайковський Іполит Ілліч (1843—1927). Товариство надавало допомогу прочанам. У свій час з Таганрога прочани вирушали на Святу Землю і Святу Гору Афон. До відправлення пароплава їм треба було десь жити. За порадою члена Палестинського товариства Погребенка, мешканка Таганрога Варвара Андріївна Іщенко подарувала свій будинок товариству з умовою облаштувати в ньому притулок (рос. странноприимный дом). Дар Варвари Андріївни Товариство прийняло з вдячністю. Варвара Андріївна була обрана членом Товариства, однак притулок був побудований в іншому місці. У притулку для неї виділили кімнату. Витрати на довічне утримання і поховання пані Іщенко Товариство брало на себе. Витрати на це йшли з доходів від пожертвуваного нею майна.
Чайковський І. І. клопотав у міській думі про надання місця для каплиці і притулку для прочан. 22 березня 1888 року Дума виділила місце площею 293 кв. сажнів на Воронцовському узвозі. Були зібрані пожертви і в тому ж році побудовано одноповерховий дім для прочан з каплицею.
У новому притулку могли перебувати на утриманні та безкоштовному медичному обслуговуванні близько 20 прочан. У кімнатах притулку було десять ліжок для чоловіків і десять для жінок. Для прикраси каплиці художник Айвазовський подарував свою картину «Ходіння по водах» (нині вона зберігається в Державному музеї історії релігії в Санкт-Петербурзі). За переданий дар йому особисто подякував великий князь Сергій Олександрович. Вдова осавула Т. К. Волгіна пожертвувала каплиці ікони Божої Матері і Спасителя, Євангеліє, хрест і кадильницю.
В гарний стан притулок був приведений у 1890 році. До цього часу в ньому розміщувалося близько 40 осіб. При каплиці влаштовано сад. В каплиці обідниця з акафістом. З 1894 року, після від'їзду Чайковського, каплицею і притулком завідував священник Яків Досичев. У 1890-х роках головою Таганрозького відділення палестинського товариства став А. Міллер.
У роки радянської влади притулок був закритий, будинок став житловим. Пізніше на його місці було побудовано новий п'ятиповерховий житловий будинок.